# Drest IX
Drest IX, també conegut amb el nom de Drest mac Caustantin (o en la variant Drust), va ser rei dels pictes del 834 al 837.
Era fill de Caustantin mac Uurgust i va accedir al tron després de la mort del seu oncle Unuist mac Uurgust en el marc d'una successió patrilinial de tipus tanista, en ús entre els escots.
La Crònica picta li atribueix un regnat de tres anys amb Talorgan mac Uuthoil que, segons l'historiador britànic Alfred P. Smyth, era el seu cosí. Els dos reis van desaparèixer simultàniament el 837 en circumstàncies que desconeixem i van ser substituïts per Uuen mac Unuist, el fill d'Unuist mac Uurgust.